# ISO 1
L'ISO 1 è una norma tecnica che stabilisce in 20 °C (pari a 68 °F ovvero 293,15 K) la temperatura di riferimento rispetto alla quale devono essere espresse e misurate le misure geometriche degli oggetti.
A causa della dilatazione termica un oggetto, le cui normali condizioni d'impiego fossero ad una diversa temperatura, potrebbe avere dimensioni effettive diverse da quelle nominali; tale variazione, specialmente in presenza di vincoli e incastri di precisione, potrebbe compromettere la funzionalità dell'oggetto o dello strumento di cui l'oggetto fa parte. Ove necessario, per compensare a questo problema si fa riferimento ai coefficienti di dilatazione termica per ottenere la dimensione effettiva dell'oggetto.

## Storia
Come si evince dal nome, questa norma ha un'importanza anche storica, essendo la prima norma tecnica sviluppata dall'ISO. Venne pubblicata con il nome di ISO/R 1:1951 - Standard reference temperature for industrial length measurements, dove la lettera "R" stava per "raccomandazione", ad indicarne la non obbligatorietà.
La temperatura di riferimento di 20 °C fu inizialmente scelta dal CIPM il 15 aprile 1931 e venne recepita dalla normativa ISO 1 nel 1951.
La decisione di adottare come riferimento i 20 °C maturò dopo un dibattito pluriennale ed ebbe a proprio favore due fattori:
- essere una temperatura comunemente presente sia in sede di lavorazione del componente che di successivo impiego;
- essere esprimibile in forma di numero intero sia in gradi Celsius che Fahrenheit.

### Revisioni
Della ISO 1 sono state pubblicate le seguenti revisioni:
- ISO 1:1975 - Standard reference temperature for industrial length measurements[3]
- ISO 1:2002 - Geometrical Product Specifications (GPS) -- Standard reference temperature for geometrical product specification and verification[4]
- ISO 1:2016 - Geometrical product specifications (GPS) -- Standard reference temperature for the specification of geometrical and dimensional properties[5]
- ISO/DIS 1 - Geometrical product specifications (GPS) — Standard reference temperature for the specification of geometrical and dimensional properties[6]